# Joseph Rykwert
Joseph Rykwert (ur. 5 kwietnia 1926 w Warszawie, zm. 18 października 2024 w Londynie) – historyk i krytyk architektury, emerytowany profesor architektury na Uniwersytecie Pensylwańskim (katedra Paula Philippe’a Creta).

## Życiorys
Urodził się w Warszawie w 1926, skąd w 1939 wyjechał do Anglii. Studiował w Charterhouse, a następnie Bartlett School of Architecture (University College, Londyn) oraz w Architectural Association w Londynie. Wykładał w Hochschule für Gestaltung w Ulm (1958–1961), w Royal College of Art (1961–1967), na University of Essex (1967–1981), na Uniwersytecie w Cambridge (1981–1988) i na Uniwersytecie Pensylwańskim (1988–1998).
Jako profesor wizytujący wykładał i prowadził zajęcia na większości prestiżowych uczelni architektonicznych na całym świecie. Wielu ze studentów Rykwerta jest dziś uznanymi w świecie architektami, jak Daniel Libeskind, Eric Parry, Alberto Pérez-Gómez.

## Twórczość
Joseph Rykwert jest autorem szeregu książek, m.in. The Idea of a Town: The Anthropology of Urban Form in Rome, Italy, and The Ancient World (1963), On Adam’s House in Paradise: The Idea of the Primitive Hut in Architectural History (1972), The First Moderns (1980), The Dancing Column: On Order in Architecture (1996), The Seduction of Place: The History and Future of Cities (2000), The Judicious Eye: Architecture against the other Arts (2008), które przetłumaczono na wiele języków. 
Jego pierwsza książka przełożona na język polski, Pokusa miejsca: Przeszłość i przyszłość miast, ukazała się nakładem Wydawnictwa Międzynarodowego Centrum Kultury, natomiast wydana z przedmową Ministra Kultury i Dziedzictwa Narodowego pierwsza polska edycja O rajskim domu Adama: Idea pierwotnej chaty w historii architektury ukazała się w 2018 roku nakładem Wydawnictwa Stowarzyszenia Architektów Polskich pod honorowym patronatem Narodowego Instytutu Architektury i Urbanistyki. W 2021 Narodowy Instytut Architektury i Urbanistyki wydał w polskim przekładzie U źródeł modernizmu.

## Odznaczenia i wyróżnienia
Joseph Rykwert jest Kawalerem Orderu Sztuki i Literatury Republiki Francuskiej (1984), doktorem honoris causa uniwersytetów w Edynburgu (1995), Cordobie, Argentyna (1998), Bath (2000), Toronto (2005), Rzymie (2005) i Trieście (2007), laureatem Nagrody Bruna Zeviego przyznawanej na weneckim Biennale (2000); został także wyróżniony Złotym Medalem Círculo de Bellas Artes (Madryt, 2009) oraz Królewskim Złotym Medalem nadanym przez Royal Institute of British Architects (RIBA, Londyn, 2013). Od 1996 przewodniczy Międzynarodowej Radzie Krytyków Architektury (International Committee of Architectural Critics, CICA). W 2018 odznaczony Odznaką Honorową „Bene Merito”.